# Lycocorax
Lycocorax är ett litet fågelsläkte i familjen paradisfåglar inom ordningen tättingar. Släktet omfattar endast två arter:
- Halmaheraparadiskråka (L. pyrrhopterus)
- Obiparadiskråka (L. obiensis)